# Aru-Sprachen
Die Aru-Sprachen sind eine Gruppe von zentral-malayo-polynesischen Sprachen, die auf den Aru-Inseln gesprochen werden.
Dazu gehören die folgenden Sprachen (Anzahl Sprecher in Tausend): Barakai (4 T), Batuley (4 T), Dobel (7 T), Karey (1 T), Koba (0,5 T), Kola (8 T), Kompane (0,3 T), Lola (1 T), Lorang (0,3 T), Manombai (Wokam) (8 T), Tarangan (10 T), Ujir, Mariri.